# 管理学

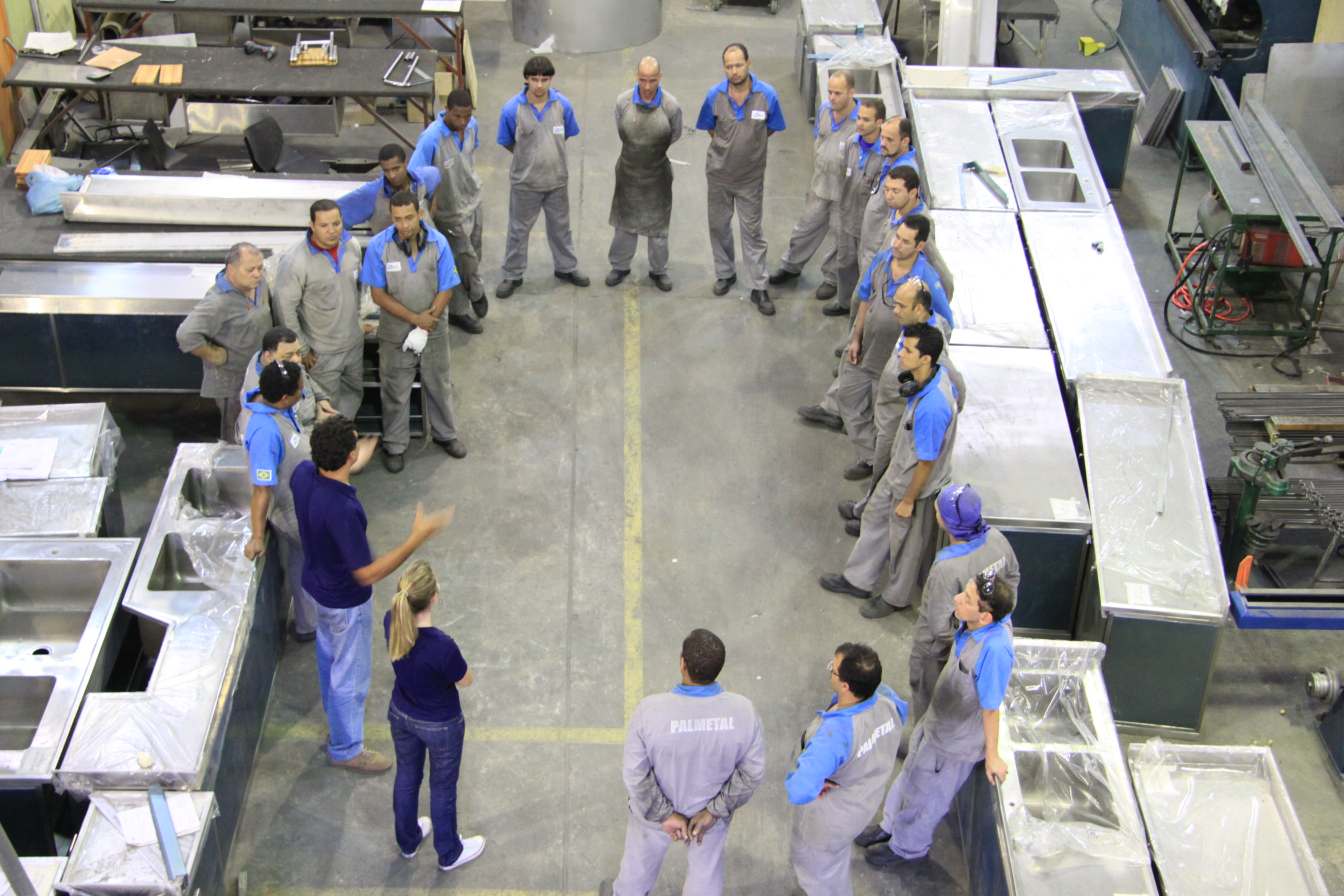
公司裡與工廠工人的訓練會議，開會是管理學的重要一環

管理学是研究人類管理活動及其应用的科学。它偏重于用一些工具和方法来解决管理上的问题，如用运筹学、统计学等来定量定性分析。管理的定義為管理者和他人及透過他人有效率且有效能地完成活動的程序。以前管理学主要用运筹学来解决管理中碰到的问题。近十几年管理学发展很快，它已经不单单是用运筹学来分析一些具体问题，而是用自然科学与社会科学两大领域的综合性交叉科学来分析如运作管理、人力资源管理、风险管理与不确定性决策，复杂系统的演化、涌现、自适应、自组织、自相似的机理等。已经不是一个运筹学所能涵盖的。由于所有组织都可以被视为一定的系统，管理也可以被视为一种人类行为，包括设计、促进系统更好地生产。这种观点为“管理”自身创造了发展机会，是管理他人之前，先管好自己的先决条件。一些人认为管理学应该归入自然科学，而另外一些人则认为应该归入社会科学。

## 定义
管理的定义和范围包括：
- 管理是指在一定的组织或企业内根据一定的决策、规章进行协调活动，以达到某个明确的目标。
- 管理是生产的一个要素——与器械、资源、财务列席而坐。
- 彼得·杜拉克从两方面观察了管理的基本任务：市场营销与创新。不管怎样，创新与营销密切相关（产品创新是战略营销的核心议题之一）。杜拉克认为营销是商业成功的关键，但如今的工商管理普遍认为管理与营销被认为是两种不同的分支学科。
- 欧洲管理由学者安德烈亚斯·卡普兰根据跨学科原则具体定义为一种跨文化社会管理方法。[2]

- 主管或经理应该被企业赋予威信和职权，以便做出决断。
- 作为一门学科，管理学的研究包括了企业决策、组织、计划、控制、管理资源等一系列相互关联的功能，以便顺利完成给定的目标。
- 管理人数可以是小公司的一个人，也可以是跨国公司里成百上千的经理组成的管理层。
- 在大企业中，董事会制定政策，首席执行官付诸实施。[3]

### 理论梗概
“管理”一词在古老法文的解釋是“領導、執行的藝術”；在拉丁文解釋裡是「以手領導」。在现代，“管理”可被包括領導和管理所有組織；透過组织、調度和運用各種人力、財務、原料、实体、知識、资产或其它無形資源的活動（包含規劃、決策、組織、領導和控制），以有效率且有效用的方式達成組織目標。由于管理包涵了对人力资源的组织，因此它暗示了管理需要有效沟通；企业环境（不单单是物理、机械环境）则暗示了人员的激励，暗示了有效的进步或系统性产出。管理可以存在于合法或非法的环境或企业当中。综上所述，人员、沟通、积极的事业方向是管理的必备要素。计划、度量、心理激励工具、目标、经济（例如盈利）在管理中可有可无。在起初，管理可以从功能角度来看待，例如量化度量、调整计划、达到目标。這在一些計畫不會出現的情況上也適用。由此，亨利·法约尔 认为管理有六大作用：
1. 预测
2. 計劃
3. 組織
4. 領導
5. 協調
6. 掌控

二十世紀早期管理學作家瑪麗·法雷特（Mary Follett）从哲学角度给出了另一种观点，即把管理學定義為「讓人們做事的藝術」。
其它人则认为这种定义过于狭隘。词句“管理就是管事的人所做的事”被广为流传，指出了管理在定义上的困难，定义本质的改变，以及管理骨干和阶层对管理实践的影响。
人们习惯上常常将管理稱為「商業管理」，将管理摒除在商业活动范围之外，例如慈善组织和公共部门。广义上讲，每个组织都必须对它的工作、人员、流程、技术等进行管理，以将效率最大化。但人们仍然习惯上把教管理的學校叫「商學院」，一些院校，如 Harvard Business School 使用“商学院”字眼，另一些院校如 Yale School of Management 则特别使用了“管理”的字眼。
「管理」這個字的意思也可以用來描述組織的經理候選人，例如法人。管理體系是一個用來描述用來管理一個組織的團體的字眼，例如一個運動聯盟。在英语中，"management" 或 "the management" 作为集合名词用来描述组织的管理层，例如公司管理层。历史上，这常常与词汇 "Labor" 相对，后者指被管理的对象。

## 管理的性质
在盈利组织中，管理的主要职能是为股东服务。典型的活动在于盈利（为股东），创造价格合理、富有价值的产品（为消费者），为雇员提供工作机会。在非盈利组织中，管理要维护捐赠者的意愿。在大多数管理或管治过程中，股东选举董事会，后者任命管理高层。少数组织甚至应用了其它的方式（例如员工选举方式）来参与管理人士任命等。
在公共部门，管理的表现形式主要是代议民主制，参政人士通过选举获得公共职位。

## 歷史
管理学的历史难以追溯。有的人从后现代观出发，认为管理学在现代化之前不存在，只有预表（如宰相）。另一些作者追溯管理學的發展可以從蘇美人和古埃及金字塔的建造者談起。那個世紀的奴隸主人面臨了工作上反抗的力量但很多早期工業企業利用本身的一些權力，使他們不必被迫去面臨管理系統化的問題。但一些像阿拉伯數字的傳播（5世紀到15世紀）和複式記帳法的法典編纂(1494)等的創新提供工具給管理估計、計畫和控制。希伯来《摩西五經》中记载着丰富的律法，以及对各种政务、人伦、祭祀等进行了详细的规范。
在工业革命之前，受到商业操作尺度的局限和机械化记录设备的不足，企业所有人自己将管理事物全权包揽是不足为奇的。但当组织变得越来越庞大、越来越复杂时，产业所有人（个人、工业王朝世家或股东群）与每日管理人（独立的策划、控制等专业人士）相互分离变得更加寻常。

### 早期
管理已经存在了几千年，许多作者所著的文献成为当代管理的奠基之作。
古代的一些军事兵法策略为世俗管理人士提供了参考资料。例如，公元前6世纪中国将军孙武所著的《孙子兵法》中强调知己知彼，百战不殆。
在古代与中世纪，有许多人士编写“王者明镜”的书籍，旨在劝谏新君王如何治理国家。例如印度的考底利耶所著的《政事论》（写于公元前300年左右），以及意大利作家尼可罗·马基亚维利所著的《君主论》（c.1515）。

### 十九世纪
古典经济学家如亚当·斯密、约翰·斯图尔特·密尔为资源分配、生产、定价策略等问题提供了理论依据。与此同时，发明家们如伊莱·惠特尼、詹姆斯·瓦特、马修·博尔顿发展了生产技术因素如标准化、质量控制、成本會計、可互换的零件以及生产计划。这些管理的许多因素在1861年之前蓄奴的美国经济中就已经应用了。当时的社会有400万人，用现在的术语来讲，是准大规模生产的“管理”。
1776年，亚当·斯密写了著名的《国富论》，其中提到了通过分工来提高组织生产的效率。斯密描述了过程的改进是如何提高大头针生产效率的。当时一位工人一天可以生产200个大头针，斯密分析了生产步骤，进行了10人分工，使得在一天生产大头针的效率提高到48,000个。

### 二十世纪
20世纪初开始，人们发现，管理者开始努力将自己的管理理论建立于其自认为非常充分的科学依据之上（请参见唯科学主义来了解此种见解被认识到的局限之处）。例子包括19世纪90年代亨利· R ·汤的管理科学，弗雷德里克·温斯洛·泰勒的《科学管理原理》（1911年），弗兰克·吉尔布雷斯和莉莲·吉尔布雷思的《应用动作研究》（1917年）， 以及亨利·甘特的甘特图。J·邓肯在1911年为大学写出了第一本管理教科书。1912年，上野阳一为日本引入了泰勒主义，成为第一位具有“日本管理风格”的管理顾问。他的儿子上野一郎则领导了日本的品質保證。
最早的管理学方面的综合理论出现在20世纪20年代左右。哈佛商学院在1921年开始授予第一批工商管理硕士（MBA）学位。亨利·法约尔（1841-1925）和亚历山大·丘奇等人描述了管理学的不同分支及其相互关系。在20世纪早期，奥德威·狄德(Ordway Tead， 1891-1973)，沃尔特·司各特和詹姆斯·穆尼等人在管理学中应用了心理学原理，而其他一些著作者，如埃尔顿·梅奥（1880-1949），玛丽·帕克·福列特（1868-1933），切斯特·巴纳德（1886-1961），马克斯·韦伯（1864-1920），伦西斯·利克特（1903-1981）以及克里斯·阿吉里斯（1923年出生），从社会学角度入手对管理现象进行了探讨。
彼得·德鲁克（1909-2005）撰写了应用管理学最早的著作之一：《公司的概念》（出版于1946年）。这本书源于艾尔弗雷德·斯隆（通用汽车主席，1956年卸任）委托其对该公司进行的一项研究。德鲁克后来又写了39本书，其中多本仍然沿用同一思路。
道奇( H ·Dodge )，罗纳德·费雪（1890-1962），桑顿·弗莱（Thornton C. Fry）为管理学研究引入了统计技巧。20世纪40年代，帕特里克·布莱克特专门研究了运筹学的应用数学科学的发展，最开始是为了实施军事行动。运筹学有时候被称为“管理科学”（但是与泰勒的科学管理有显著不同），尝试着利用科学方法来解决决策难题，而且可以直接应用于多个管理难题，尤其是在物流和运营方面。
随着20世纪管理者作为一个阶层得到了广泛认可，在管理艺术/科学方面抛头露面的从业者开始具有某种威望，因此为更具通俗化的管理思想系统向公众兜售看法开辟了道路。在此背景下，管理学的许多时尚理论更多的与大众心理学相关，而非管理学的科学理论。
最近的发展包括限制理论，目标管理，再造，六西格玛和各种信息技术驱动的理论，比如敏捷软件开发，以及团队管理理论，如Cog's Ladder（齿形阶梯）。
到二十世纪末，工商管理主要由五大部分组成：
- 生產管理
- 行銷管理
- 人力資源管理
- 研發管理
- 財務管理

### 二十一世纪
二十一世纪的观察家们发现依据功能来将管理团队进一步分化变得越来越困难。越来越多的流程同时需要几个功能项。因此，人们更倾向于根据不同的过程、任务、目标来思考管理。
管理的分支理论也被应用于非盈利组织和政府：如公共管理、公共行政学、教育管理等。管理更进一步地向公民社会延伸，如非盈利组织管理、公益创业等等。
值得注意的是管理学中许多假设都受到了攻击，如来自商业道德的批评、批判性管理研究、反公司化激进运动等等。
其中的一个结果，是劳动民主化变得更加常见，在某些地方甚至遍布管理的所有层级。然而，这些模式产生于所有政治形式之前，有的自然形成、甚至早于命令层级的出现。所有的管理都不同程度地接收某种形式的民主——事实上，从长远角度来考虑，管理层必须得到大多数员工的支持才能得以运作。否则，员工要么离职去寻找别的工作，要么组织罢工、进行抗议。虽然管理趋势是朝向民主的，但命令--控制结构仍然事实上(de facto)组织形式。这种根深蒂固的命令——控制结构的例子是近期大量的裁员并没有对管理层产生多大的影响。在某些案例中，管理层在裁掉基层员工时，为自己添设奖金。
根据领导能力学者曼弗雷德·凯茨，如今所有的高层管理团队都不可避免地受到某种程度的人格障礙的影响。

## 主题

### 基本功能
管理有许多不同的功能，后者常常分类为计划、组织、人事、领导/指挥、控制/监视、激励。近现代将其概括为计划、组织、领导、控制。
- 计划：决定未来需要发生些什么事情（今天、下周、下个月、下一年等等）为行动设立计划。
- 组织：管理与员工之间的关系，优化资源，完成计划。
- 人事：职业分析，为职位聘用合适的工人。
- 领导/指挥：决定在某一情况下需要完成什么样的事情，并组织人员将其完成。
- 控制/监视：对应计划检查进程。
- 激励：激励也是管理的一个基本功能，因为没有激励，员工工作将会没有效率。如果组织中没有激励，那么员工可能不会在其它功能上做出贡献（通常是由高层设立的目标）。

### 基本角色
- 人际关系：负责与员工之间的协调与互动。
- 信息传递：负责传递、共享、分析信息。
- 制定决策：负责做出决策。

### 管理技巧
- 政策性的：奠定实力基础，建立交往关系。
- 概念性的：分析各种复杂局面。
- 人际性的：沟通、激励、引导、委任。
- 诊断性的：可以从问题中找出合理解决方案。
- 技术性的：精通自己管辖范围里的技术技能。[10]

### 设立经营方针
- 商业任务是最明显的目标——例如它可以是制造肥皂。
- 商业展望反应了公司的愿望，将其方向或是未来的目的地具体化。
- 商业目标指的是一项任务的完成或是一项任务要达成的事情。
- 商业的经营方针是一套纲领，对树立规范章程和目标起指导作用，可能会被用在经理的决策中。经营方针必须灵活，易于解释，能被所有员工读懂。
- 商业战略指一组计划，用以集合资源来实现商业展望和长远目标。它是管理人员的大纲，指导他们如何分配和使用资源来为组织获益。在最初，它帮助管理人员决定他们要组建什么样的商业模式。

### 方针与战略的执行
- 所有的方针与战略必须与各级所有的管理者进行讨论。
- 管理者必须理解他们在何地、以何种方法执行这些方针与战略。
- 必须给每个部门设立相应的执行方案。
- 方针与战略必须定时审查评估。
- 为意外情况准备的备用计划必须设立，以备不测。
- 管理高层必须定时进行日常评估。
- 商业运作需要团队精神与良好的环境。
- 每个部门的任务、目标、强项、缺点都必须进行分析，以帮助它们在完成商业任务的过程中定义角色。
- 预测机制为未来商务环境提供了可靠的前瞻景观。
- 必须建立策划团队以保证所有计划前后一致，方针与战略都朝着完成同一任务、目标而努力。
- 组织变革是通过应用约翰·柯特(John Kotter)的八步方案来完成的：增加紧迫感、找到正确的展望景观、与买进方联络、强化行动、创立短期成就、不放弃、坚持改变。[11]

### 计划过程中的方针与战略
- 未来的各部门的计划应该让中、基层管理者知晓。
- 应设立框架，以便设计规划、做出决策。
- 中、基层管理者也可以为公司的战略加入一些自己的计划。

### 管理层
许多组织都有三级管理层：基层、中层、高层。这些管理者组成权责层次，完成不同的工作。在许多组织中，管理人员的数目相对于等级而言呈金字塔形状。每个等级的管理人员都有相应的职责与头衔。

#### 高层
高层管理者包括董事会（包括非执行董事与执行董事），总裁，副总裁，CEO，及其他首席级别管理人员。他们负责控制并监管整个公司，在最高处确定基调，制定战略计划、公司政策，并决定公司的发展方向。此外，顶层管理者在筹集外部资源方面发挥着关键作用，并为股东和公众负责。
董事会通常主要由非执行董事组成，这些董事对股东负有诚信义务，但并不密切参与公司的日常活动，这一点随着公司的类型（譬如公营还是私营）、规模和文化等方面的差异会有所不同。这些董事在违反该义务时理论上应负责任，通常他们会投保董事与高级职员责任保险。据估计，世界500强的董事每周花费4.4小时的时间履行董事会义务，在2010年其薪酬中位数为212512美元。董事会确定公司战略，制定重大决策，比如重要收购以及对高层管理者（首席执行官或称CEO）的聘用、考核和解聘，而CEO通常负责聘任其他职位的人员。不过，董事会在聘任首席财务官（CFO）等其他高管职位方面的参与度也在提升。2013年，一份对来自公营和私营公司的160多位CEO和董事的调查发现，CEO的最大弱点是“指导技巧”与“董事会参与”，且10%的公司从来不对CEO进行考核。董事会可能也聘用有一些员工（比如内部审计员）向其汇报情况，或者直接雇佣独立承包商，比如，董事会（通过审计委员会）通常选择审计员的方式。
高层管理人员的有用管理技巧随着公司类型不同而有所变化，但是通常会包括一个理解竞争、世界经济与政治的董事会。此外，CEO负责执行和确定（在董事会框架内）公司的广泛政策。主管经理管理层完成日常工作细节，包括：说明编制部门预算，程序和计划的要求；聘用中层管理人员，比如部门经理；部门间协调；媒体和政府关系；以及与股东的沟通。

#### 中层
管理中层由总经理、区域经理、部门经理组成，并向管理高层汇报所在部门的工作情况。他们更多地注重组织与指挥，根据公司的经营方针执行组织计划，完成高层制定的目标。中层管理人员负责将高层的信息与决策传达、解释给基层，并为基层管理人员提供指导、灵感，以便提升效率。管理中层的主要职能包括：
- 设计、指挥有效的团队，保证团队间的协作与信息交流。
- 定义、监视团队层面的运作。
- 诊断、解决团队中出现的问题。
- 设计、执行奖励系统，支持有效的协作机制。

#### 基层
管理基层包括监督员、组长、工头等等。他们着重于控制与指挥，常常承担为员工分配任务，指导、监督员工的日常工作，保证生产的质量与数量，提出建议，汇报问题等等。基层管理人也为员工树立榜样，提供：
- 基本的监督
- 激励
- 事业规划
- 反馈

## 管理学分支
常見的管理理論分支如下：
| 管理現象理論 - 摩菲定理 - 彼得原則 - 權變理論 - X和Y理論 - 機構成員性格論 - 理性型性格論 - 順服論 - 領導論 管理方法 - 管理客體研究方法 - 管理主體研究方法 | 分支學科 - 企业管理 - 生产管理 - 经营管理 - 财务管理 - 成本管理 - 人力资源管理 - 研发管理 - 营销管理 - 物资管理 - 设施管理 - 維修管理 - 质量管理 - 品牌管理 - 项目管理 - 知識管理 - 行政管理 - 管理工程 - 生产系统管理 - 研究与开发管理 - 质量控制与可靠性管理 - 物流系统管理 - 战略管理 - 决策分析 - 决策支持系统 - 管理信息系统 - 管理系统仿真 - 工效学 - 部门管理工程 - 人力资源开发与管理 - 人力资源开发战略 - 人才学 | 其他相關学科： - 博物馆管理学 - 档案管理学 - 档案事业管理学 - 科学技术档案管理学 - 教育管理学 - 图书馆管理学 - 图书发行管理学 - 财务管理学 - 复杂性研究 - 工商管理 - 企业文化 - 工商管理硕士 - 公共行政 - 公共管理 - 信息管理学 - 管理创新学 - 创新管理学 - 專案管理 - 時間管理 - 情緒管理 - 中國管理 - 管理思想史 - 管理心理学 - 管理计量学 - 部门经济管理 - 科技管理学 - 科学学 - 科学社会学 - 科技政策学 - 科学心理学 - 科学计量学 - 未来学 - 理论预测学 - 预测评价学 - 技术评估学 - 全球未来学 |

## 著名管理学家
- 弗里德里克·泰勒（又译弗里德里克·泰罗，被誉为“科学管理之父”）
- 亨利·法约尔（古典管理理论创始人之一）
- 马克斯·韦伯
- 切斯特·巴纳德（Chester Barnard）
- 彼得·德鲁克 (公认的现代管理学的奠基人)
- 亨利·明茨伯格
- 戴维·麦克里兰
- 杰伊·洛维
- 威廉·大内
- 彼得·圣吉(“学习型组织”的创始人)
- 迈克尔·波特

### 引用
1. ↑  Stephen P. Robbins 等，林建煌編譯. . 台北市. 2012年2月: 5. ISBN 978-957-609-848-2.
2. ↑  Kaplan, Andreas. . European Management Journal. 2014, 32 (4): 529–534. doi:10.1016/j.emj.2014.03.006.
3. ↑  . Business Dictionary.   [29 November 2012]. （原始内容存档于2019-05-03）.
4. ↑  Administration industrielle et générale - prévoyance organization - commandment, coordination – contrôle, Paris : Dunod, 1966
5. ↑  Vocational Business: Training, Developing and Motivating People by Richard Barrett - Business & Economics - 2003. - Page 51.
6. 1 2  Gomez-Mejia, Luis R.; David B. Balkin and Robert L. Cardy. . New York, New York USA: McGraw-Hill. 2008: 19. ISBN 978-0-07-302743-2.
7. 1 2 3  Gomez-Mejia, Luis R.; David B. Balkin and Robert L. Cardy. . New York, New York USA: McGraw-Hill. 2008: 20. ISBN 978-0-07-302743-2.
8. ↑  Craig, S. (2009, January 29). Merrill Bonus Case Widens as Deal Struggles. Wall Street Journal.  （页面存档备份，存于）
9. ↑  Manfred F. R. Kets de Vries The Dark Side of Leadership - Business Strategy Review 14(3), Autumn Page 26 (2003).
10. ↑  Kleiman, Lawrence S. "Management and Executive Development." Reference for Business: Encyclopedia of Business (2010): n. pag. Web. 25 Mar 2011  （页面存档备份，存于）
11. ↑  John Kotter & Dan S. Cohen. (2002). The Heart of Change. Boston: Harvard Business School Publishing..
12. ↑  Juneja hu Juneja, FirstHimanshu, and Prachi Juneja. "Management." Management Study Guide. WebCraft Pvt Ltd, 2011. Web. 17 Mar 2011. （页面存档备份，存于）.
13. ↑  周敬偉,《管理理論和應用》